# 炭峴駅
炭峴駅（タンヒョンえき）は大韓民国京畿道高陽市一山西区徳耳洞にある、韓国鉄道公社（KORAIL）の駅である。
乗り入れている路線は、線路名称上は京義線であるが、当駅には広域電鉄の京義・中央線電車のみが停車する。駅番号はK327。

## 駅構造
相対式ホーム2面2線を有する地上駅で、橋上駅舎を持つ。2面4線にできるよう、ホーム外側にスペースが確保されている。
出入口は1番（駅西側）と2番（駅東側）の2ヶ所ある。

### のりば
| 1 | ●京義・中央線 | 一山・デジタルメディアシティ・ソウル・龍山・龍門方面 |
| 2 | ●京義・中央線 | 金村・文山方面                                       |

## 利用状況
近年の一日平均利用人員推移は下記のとおり。なお、2009年は開業日の7月1日から12月31日までの184日間の平均である。
| 路線          | 路線     | 2009年 | 2010年 | 2011年 | 2012年 | 2013年 | 2014年 | 2015年 | 2016年 | 2017年 | 2018年 | 出典  |
| ------------- | -------- | ------ | ------ | ------ | ------ | ------ | ------ | ------ | ------ | ------ | ------ | ----- |
| ●京義・中央線 | 乗車人員 | 2,334  | 3,142  | 3,745  | 4,086  | 5,273  | 6,851  | 7,847  | 7,745  | 7,695  | 7,479  | [ 1 ] |
| ●京義・中央線 | 降車人員 | 2,264  | 3,059  | 3,671  | 3,997  | 5,080  | 6,661  | 7,535  | 7,395  | 7,322  | 7,196  | [ 1 ] |
| ●京義・中央線 | 乗降人員 | 4,598  | 6,201  | 7,416  | 8,083  | 10,353 | 13,512 | 15,382 | 15,140 | 15,017 | 14,675 | [ 1 ] |
| 路線          | 路線     | 2019年 | 出典   |        |        |        |        |        |        |        |        |       |
| ●京義・中央線 | 乗車人員 | 7,859  | [ 1 ]  |        |        |        |        |        |        |        |        |       |
| ●京義・中央線 | 降車人員 | 7,552  | [ 1 ]  |        |        |        |        |        |        |        |        |       |
| ●京義・中央線 | 乗降人員 | 15,411 | [ 1 ]  |        |        |        |        |        |        |        |        |       |

## 駅周辺
- 高峰山
- 高陽市障害者福祉館
- 高陽市リハビリテーションスポーツセンター
- 高陽市少年野球協会
- SBS一山制作センター
- 上炭初等学校
- 一山家具団地
- 一山東中学校
- 一山東高等学校（朝鮮語版）
- 炭峴洞住民センター
- 韓国障害者雇用公団（朝鮮語版） 一山職業能力開発院
- 虎谷中学校
- 虎谷初等学校
- 黄龍初等学校

## 歴史
- 2000年8月14日 - 無配置簡易駅として開業。
- 2009年7月1日 - 通勤電車の駅として改めて開業。
- 2014年12月27日 - 停車路線名を首都圏電鉄京義・中央線に変更。

## 隣の駅
韓国鉄道公社
●首都圏電鉄京義・中央線 
京義急行
通過
龍山急行 (朝の下り1本を除き停車)
一山駅 (K326) - 炭峴駅 (K327) - 雲井駅 (K329)(一部列車が停車) - 金陵駅 (K330)
中央急行・京義中央各駅・京義緩行
一山駅 (K326) - 炭峴駅 (K327) - 雲井駅 (K329)